# Reumastiftelsen
Reumastiftelsen (finska: Reumasäätiö) är en finländsk stiftelse för reumatikervård.
Stiftelsen grundades 1946 i Helsingfors av Folkpensionsanstalten (FPA), Lomaliitto och en del andra samfund samt staten; numera är FPA, Tammerfors universitet samt 36 städer och kommuner företrädda i stiftelsens delegation. Stiftelsen har till uppgift att främja vården av såväl vuxen- som barnreumatiker. Den upprätthåller sedan 1951 i Heinola ett reumatikersjukhus som hör till Nordens största anstalter på området. Vid sidan av den reumatologiska och reumakirurgiska sjukvården och rehabiliteringen utbildas där reumatologer, reumakirurger och annan vårdpersonal samt bedrivs forskningsverksamhet. Heinola reumatikersjukhus, som hade 1 280 patienter 2004, har omkring 300 vårdplatser, varav drygt 200 är sängplatser. Sedan 1996 finns även en mottagning med öppenvård i Helsingfors.